# 야마구치 다케시
야마구치 다케시(일본어: 山口 武士, 1979년 6월 10일 ~ )는 일본의 전 축구 선수이다.

## 구단 경력
과거 가시마 앤틀러스, 오이타 트리니타, 소니 센다이, 로아소 구마모토에서 활동하였다.